# Kámen (Ústí nad Labem)
Kámen é uma comuna checa localizada na região de Ústí nad Labem, distrito de Děčín.